# Афендулов, Константин Пантелеймонович
Константин Пантелеймонович Афендулов (18 февраля 1921, с. Староласпа, Донецкая губерния — 28 марта 1984) — доктор сельскохозяйственных наук, профессор, член-корреспондент ВАСХНИЛ (1972).

## Биография
В 1941 г. окончил Воронежский сельскохозяйственный институт. Работал в Алтайском крае (почвоведом, старшим агрономом МТС), затем директором подсобного хозяйства и совхоза, директором МТС, директором Донецкой и Черниговской сельскохозяйственных опытных станций. В 1972—1977 гг. — директор Сибирского НИИ кормов (1972—1977). В последние годы жизни работал заведующим лабораторией удобрений Украинского НИИ кормов.

## Научная деятельность
Основные исследования — в области агрохимии и кормопроизводства. Развивал теорию минерального питания растений, разработал комплексный дифференцированный метод расчёта норм удобрений под планируемый урожай. Результаты исследований внедрены на полях европейской части России, Сибири и Дальнего Востока. Руководил исследованиями по применению органических и минеральных удобрений в полевых и кормовых севооборотах различных почвенно-климатических зон Украины.
Автор более 150 научных работ, в том числе свыше 20 книг и брошюр.

### Избранные труды
- Удобрення кукурудзи. — Київ: Держсільгоспвидав УРСР, 1960. — 80 с.
- Минеральное питание и удобрение кукурузы. — Киев: Урожай, 1966. — 259 с.
- Рекомендаціі по агротехніці вирощування сільськогосподарських культур в колгоспах і радгоспах Чернігівськоі області / Соавт.: Я. Я. Панасюк та iнш. — Київ: Урожай, 1968. — 191 с.
- Основи системи удобрення сільськогосподарських культур у сівозміні. — Київ: Урожай, 1971. — 252 с.
- Удобрения под планируемый урожай / Соавт. А. И. Лантухова. — М.: Колос, 1973. — 273 с.

## Награды
- два ордена «Знак Почёта»
- четыре медали.